# Rally di Roma Capitale 2022
El Rally di Roma Capitale 2022, oficialmente 10. Rally di Roma Capitale, fue la décima edición y la sexta ronda de la temporada 2022 del Campeonato de Europa de Rally. Se celebró del 22 al 24 de julio y contó con un itinerario de trece tramos sobre asfalto que sumaban un total de 187,14 km cronometrados.
El local Damiano De Tommaso ganó la prueba, en la que fue su primera victoria en el ERC imponiéndose gracias a un gran manejo y a los problemas de sus principales rivales. Para deleite de los fans locales, Simone Campedelli terminó en la segunda posición logrando al igual que en 2021, un 1-2 italiano. En una repetición de lo occurrido en el Rally Islas Canarias, Efrén Llarena y Yoann Bonato se diputaron el último escalón del podio, en el penúltimo tramo cronometrado Llarena adelantaba a Bonato por solo una décima de segundo y en el último tramo, el Power Stage del evento, Bonato terminó segundo y Llarena cuarto a tres décimas del francés. Bonato ganó este duelo al terminar ganándole el podio a Llarena por solo dos décimas de segundo.

## Lista de inscritos
| Num.                     | Piloto                   | Copiloto               | Automóvil              | Equipo                                |
| ------------------------ | ------------------------ | ---------------------- | ---------------------- | ------------------------------------- |
| 1                        | Efrén Llarena            | Sara Fernández         | Škoda Fabia Rally2 evo | Team MRF Tyres                        |
| 2                        | Nil Solans               | Marc Martí             | Hyundai i20 N Rally2   | Nil Solans                            |
| 3                        | Simone Tempestini        | Sergiu Itu             | Škoda Fabia Rally2 evo | Simone Tempestini                     |
| 4                        | Alberto Battistolli      | Simone Scattolin       | Škoda Fabia Rally2 evo | Scuderia Palladio SSD                 |
| 5                        | Javier Pardo Siota       | Adrián Pérez Fernández | Škoda Fabia Rally2 evo | Team MRF Tyres                        |
| 6                        | Ken Torn                 | Ken Järveoja           | Ford Fiesta Rally2     | Plon RT                               |
| 7                        | Mārtiņš Sesks            | Renars Francis         | Škoda Fabia Rally2 evo | Team MRF Tyres                        |
| 8                        | Simone Campedelli        | Tania Canton           | Škoda Fabia Rally2 evo | Team MRF Tyres                        |
| 9                        | Yoann Bonato             | Benjamin Boulloud      | Citroën C3 Rally2      | Yoann Bonato                          |
| 10                       | Norbert Herczig          | Ramón Ferencz          | Škoda Fabia Rally2 evo | Team MRF Tyres                        |
| 11                       | Grzegorz Grzyb           | Adam Binięda           | Škoda Fabia Rally2 evo | Topp-Cars Rally Team                  |
| 12                       | Filip Mareš              | Radovan Bucha          | Škoda Fabia Rally2 evo | Entry Engineering - ATT Investments   |
| 14                       | Andrea Crugnola          | Pietro Elia Ometto     | Citroën C3 Rally2      | F.P.F. Sport                          |
| 15                       | Damiano De Tommaso       | Giorgia Ascalone       | Škoda Fabia Rally2 evo | Meteco Corse SRL                      |
| 16                       | Fabio Andolfi            | Manuel Fenoli          | Škoda Fabia Rally2 evo | MS Munaretto s.r.l.                   |
| 18                       | Giandomenico Basso       | Lorenzo Granai         | Hyundai i20 N Rally2   | Movisport SRL                         |
| 19                       | Giacomo Scattolon        | Giovanni Bernacchini   | Škoda Fabia Rally2 evo | Movisport SRL                         |
| 20                       | Tommaso Ciuffi           | Nicolò Gonella         | Škoda Fabia Rally2 evo | Gass Racing                           |
| 21                       | Antonio Rusce            | Giulia Paganoni        | Hyundai i20 N Rally2   | Movisport SRL                         |
| 22                       | Alberto de Thurn y Taxis | Bernhard Ettel         | Škoda Fabia Rally2 evo | BRR Baumschlager Rallye & Racing Team |
| 23                       | Łukasz Kotarba           | Tomasz Kotarba         | Citroën C3 Rally2      | BTH Import Stal Rally Team            |
| 24                       | Rachele Somaschini       | Nicola Arena           | Citroën C3 Rally2      | Rachele Somaschini                    |
| 25                       | José Luis García Molina  | José Murado González   | Škoda Fabia R5         | Escudería Mollerussa                  |
| 26                       | Joan Vinyes              | Jordi Mercader         | Suzuki Swift R4LLY S   | Suzuki Motor Ibérica                  |
| 27                       | Alberto Monarri          | Alberto Chamorro       | Suzuki Swift R4LLY S   | Suzuki Motor Ibérica                  |
| 31                       | Robert Virves            | Hugo Magalhães         | Ford Fiesta Rally3     | M-Sport Poland                        |
| 32                       | Igor Widłak              | Daniel Dymurski        | Ford Fiesta Rally3     | KG-RT                                 |
| 33                       | Nassib Nassar            | Rony Maroun            | Ford Fiesta Rally3     | Nassib Nassar                         |
| 34                       | Óscar Palomo Ortíz       | Xavi Moreno            | Peugeot 208 Rally4     | Rallye Team Spain                     |
| 35                       | Andrea Mabellini         | Virginia Lenzi         | Renault Clio Rally4    | Toksport WRT                          |
| 36                       | Laurent Pellier          | Marine Pelamourgues    | Opel Corsa Rally4      | ADAC Opel Rallye Junior Team          |
| 37                       | Toni Herranen            | Mikko Lukka            | Ford Fiesta Rally4     | Toni Herranen                         |
| 38                       | Victor Hansen            | Victor Johansson       | Ford Fiesta Rally4     | Victor Hansen                         |
| 39                       | Roberto Daprà            | Luca Guglielmetti      | Ford Fiesta Rally4     | Roberto Daprà                         |
| 40                       | Martin László            | Dávid Berendi          | Renault Clio Rally4    | M-Sport Racing Kft.                   |
| 41                       | Mattia Vita              | Massimiliano Bosi      | Ford Fiesta Rally4     | Gass Racing                           |
| 42                       | Alex Español             | Rogelio Peñate         | Peugeot 208 Rally4     | ACA eSport                            |
| 43                       | Daniel Polášek           | Kateřina Janovská      | Ford Fiesta Rally4     | Yacco ACCR Team                       |
| 44                       | Justas Simaška           | Giedrius Nomeika       | Peugeot 208 Rally4     | Mažeikių Auto Sporto Klubas           |
| 45                       | Norman Kreuter           | Tamara Lutz            | Peugeot 208 Rally4     | Norman Kreuter                        |
| 46                       | Paulo Soria              | Marcelo Der Ohannesian | Renault Clio Rally5    | Paulo Soria                           |
| 47                       | Giorgio Cogni            | Gabriele Zanni         | Renault Clio Rally5    | Giorgio Cogni                         |
| 48                       | Sergio Fuentes Matías    | Alain Peña Salvador    | Renault Clio Rally5    | Sergio Fuentes Matías                 |
| 49                       | Andrea Mazzocchi         | Silvia Gallotti        | Renault Clio Rally5    | Andrea Mazzocchi                      |
| 50                       | Ghjuvanni Rossi          | Dominique Corvi        | Renault Clio Rally5    | Ghjuvanni Rossi                       |
| 51                       | Emre Hasbay              | Onur Vatansever        | Renault Clio Rally5    | Emre Hasbay                           |
| 52                       | Patrik Herczig           | Kristóf Varga          | Renault Clio Rally5    | Herczig ASE                           |
| 53                       | Michael Rendina          | Mario Pizzuti          | Renault Clio Rally5    | Motorsport Italia                     |
| 54                       | Alexandru Filip          | Gabriel Lazăr          | Renault Clio Rally5    | Alexandru Filip                       |
| Fuente: ewrc-results.com |                          |                        |                        |                                       |

## Itinerario
| Día                     | Tramo | Nombre                         | Distancia | Ganador de la etapa | Automóvil              | Tiempo  | Líder              |
| ----------------------- | ----- | ------------------------------ | --------- | ------------------- | ---------------------- | ------- | ------------------ |
| Día 1 (22 de julio)     | -     | Fumone (Shakedown)             | 4.02 km   | Miklós Csomós       | Škoda Fabia R5         | 2:12.7  | -                  |
| Día 1 (22 de julio)     | SS1   | Colosseo ACI Roma              | 1.70 km   | Giandomenico Basso  | Hyundai i20 N Rally2   | 1:42.5  | Damiano De Tommaso |
| Día 1 (23 de julio)     | SS2   | Roccasecca - Colle San Magno 1 | 5.50 km   | Giandomenico Basso  | Hyundai i20 N Rally2   | 3:16.4  | Damiano De Tommaso |
| Día 1 (23 de julio)     | SS3   | Santopadre - Fontana Liri 1    | 29.08 km  | Damiano De Tommaso  | Škoda Fabia Rally2 evo | 17:40.5 | Damiano De Tommaso |
| Día 1 (23 de julio)     | SS4   | Guarcino - Altipiani 1         | 11.85 km  | Giandomenico Basso  | Hyundai i20 N Rally2   | 6:38.1  | Damiano De Tommaso |
| Día 1 (23 de julio)     | SS5   | Roccasecca - Colle San Magno 2 | 5.50 km   | Damiano De Tommaso  | Škoda Fabia Rally2 evo | 3:16.2  | Damiano De Tommaso |
| Día 1 (23 de julio)     | SS6   | Santopadre - Fontana Liri 2    | 29.08 km  | Andrea Crugnola     | Citroën C3 Rally2      | 17:34.2 | Andrea Crugnola    |
| Día 1 (23 de julio)     | SS7   | Guarcino - Altipiani 2         | 11.85 km  | Andrea Crugnola     | Citroën C3 Rally2      | 6:32.5  | Andrea Crugnola    |
| Día 2 (24 de julio)     | SS8   | Fiuggi 1                       | 6.45 km   | Andrea Crugnola     | Citroën C3 Rally2      | 3:42.3  | Andrea Crugnola    |
| Día 2 (24 de julio)     | SS9   | Cave - Subiaco 1               | 32.50 km  | Damiano De Tommaso  | Škoda Fabia Rally2 evo | 19:43.9 | Damiano De Tommaso |
| Día 2 (24 de julio)     | SS10  | Affile - Bellegra 1            | 7.34 km   | Filip Mareš         | Škoda Fabia Rally2 evo | 4:17.8  | Damiano De Tommaso |
| Día 2 (24 de julio)     | SS11  | Cave - Subiaco 2               | 32.50 km  | Andrea Crugnola     | Citroën C3 Rally2      | 19:35.8 | Damiano De Tommaso |
| Día 2 (24 de julio)     | SS12  | Affile - Bellegra 2            | 7.34 km   | Filip Mareš         | Škoda Fabia Rally2 evo | 4:17.4  | Damiano De Tommaso |
| Día 2 (24 de julio)     | SS13  | Fiuggi 2 (Power Stage)         | 6.45 km   | Filip Mareš         | Škoda Fabia Rally2 evo | 3:40.3  | Damiano De Tommaso |
| Fuente:ewrc-results.com |       |                                |           |                     |                        |         |                    |

### Power stage
El power stage fue un tramo de 6,45 km. Se otorgaron puntos adicionales a los cinco más rápidos.
| Pos. | Piloto             | Copiloto               | Coche                  | Equipo                              | Tiempo | Puntos |
| ---- | ------------------ | ---------------------- | ---------------------- | ----------------------------------- | ------ | ------ |
| 1    | Filip Mareš        | Radovan Bucha          | Škoda Fabia Rally2 evo | Entry Engineering - ATT Investments | 3:40.3 | 5      |
| 2    | Yoann Bonato       | Benjamin Boulloud      | Citroën C3 Rally2      | Yoann Bonato                        | +0.8   | 4      |
| 3    | Andrea Crugnola    | Pietro Elia Ometto     | Citroën C3 Rally2      | F.P.F. Sport                        | +0.8   | 3      |
| 4    | Efrén Llarena      | Sara Fernández         | Škoda Fabia Rally2 evo | Team MRF Tyres                      | +1.1   | 2      |
| 5    | Javier Pardo Siota | Adrián Pérez Fernández | Škoda Fabia Rally2 evo | Team MRF Tyres                      | +1.3   | 1      |

## Clasificación final
| Pos.                     | Piloto                   | Copiloto               | Automóvil              | Tiempo    | Puntos  |
| General                  | General                  | General                | General                | General   | General |
| ------------------------ | ------------------------ | ---------------------- | ---------------------- | --------- | ------- |
| 1                        | Damiano De Tommaso       | Giorgia Ascalone       | Škoda Fabia Rally2 evo | 1:52:37.6 | 30      |
| 2                        | Simone Campedelli        | Tania Canton           | Škoda Fabia Rally2 evo | +10.4     | 24      |
| 3                        | Yoann Bonato             | Benjamin Boulloud      | Citroën C3 Rally2      | +27.7     | 21+4    |
| 4                        | Efrén Llarena            | Sara Fernández         | Škoda Fabia Rally2 evo | +27.9     | 19+2    |
| 5                        | Andrea Crugnola          | Pietro Elia Ometto     | Citroën C3 Rally2      | +1:06.8   | 17+3    |
| 6                        | Simone Tempestini        | Sergiu Itu             | Škoda Fabia Rally2 evo | +1:11.8   | 15      |
| 7                        | Javier Pardo Siota       | Adrián Pérez Fernández | Škoda Fabia Rally2 evo | +1:14.3   | 13+1    |
| 8                        | Grzegorz Grzyb           | Adam Binięda           | Škoda Fabia Rally2 evo | +1:35.8   | 11      |
| 9                        | Miklós Csomós            | Attila Nagy            | Škoda Fabia R5         | +1:51.4   | [ n 1 ] |
| 10                       | Tommaso Ciuffi           | Nicolò Gonella         | Škoda Fabia Rally2 evo | +2:23.1   | 9       |
| 11                       | Norbert Herczig          | Ramón Ferencz          | Škoda Fabia Rally2 evo | +2:27.5   | 7       |
| 12                       | Ken Torn                 | Ken Järveoja           | Ford Fiesta Rally2     | +2:53.8   | 5       |
| 13                       | Raphaël Astier           | Frédéric Vauclare      | Alpine A110 Rally RGT  | +3:40.9   | [ n 1 ] |
| 14                       | Alberto de Thurn y Taxis | Bernhard Ettel         | Škoda Fabia Rally2 evo | +4:14.3   | 4       |
| 15                       | Antonio Rusce            | Giulia Paganoni        | Hyundai i20 N Rally2   | +5:24.6   | 3       |
| 16                       | Łukasz Kotarba           | Tomasz Kotarba         | Citroën C3 Rally2      | +6:57.5   | 2       |
| 17                       | Liberato Sulpizio        | Alessio Angeli         | Škoda Fabia Rally2 evo | +7:05.4   | [ n 1 ] |
| 18                       | Robert Virves            | Hugo Magalhães         | Ford Fiesta Rally3     | +7:24.5   | 1       |
| Fuente: ewrc-results.com |                          |                        |                        |           |         |

## Clasificaciones tras el rally
| Posición | Piloto              | Puntos | Cambios de posición |
| -------- | ------------------- | ------ | ------------------- |
| 1        | Efrén Llarena       | 137    | Sin cambios         |
| 2        | Simone Tempestini   | 79     | Crecimiento         |
| 3        | Nil Solans          | 70     | Decrecimiento       |
| 4        | Javier Pardo Siota  | 69     | Crecimiento         |
| 5        | Alberto Battistolli | 57     | Decrecimiento       |

| Posición | Equipo                       | Puntos | Cambios de posición |
| -------- | ---------------------------- | ------ | ------------------- |
| 1        | Team MRF Tyres               | 255    | Sin cambios         |
| 2        | Toksport WRT                 | 188    | Sin cambios         |
| 3        | Rally Team Spain             | 154    | Sin cambios         |
| 4        | ADAC Opel Rallye Junior Team | 133    | Sin cambios         |
| 5        | Suzuki Motor Ibérica         | 86     | Sin cambios         |